# ATunes
aTunes est un lecteur audio libre. Comme son nom l’indique, aTunes se veut proche du lecteur audio d’Apple iTunes. Il en possède les principales fonctionnalités à la différence près qu’il n’intègre pas l’achat de musique en ligne. ATunes sait parfaitement lire les fichiers flac, mp3, mp4, ogg, wav, wma ainsi que les radios en streaming. Atunes permet l’édition de tags, la gestion de la musique ou encore l’encodage des CD audios.
aTunes est écrit en Java ce qui lui permet d’être disponible sur toutes les plates-formes.

## Bibliothèque multimédia
- aTunes est capable de traiter les listes de reproduction avec plusieurs milliers de titres.
- Une option filtres permet de rechercher des artistes, des albums, o genres musicales. La fonction glisser-déposer est disponible pour glisser des chansons depuis le navigateur ou le gestionnaire de fichiers.
- La bibliothèques est organisée en multiple colonnes: titre, artiste, album ou genre, qui peuvent est montrés ou cachées. Le navigateur su programme peut être organisé suivant un arbre hiérarchique ou un ensemble de dossiers ou jaquettes.

## Formats supportés
- aTunes est capable de lire les formats multimédias suivants: FLAC, MP3, MP4, Ogg, WMA, WAV, APE, MPC, CUE, mac.
- Il supporte aussi la radio online (streaming).
- Il peut ouvrir et sauvegarder les listes de reproduction M3U